# Ловрећ
Ловрећ је насељено место и седиште општине у Сплитско-далматинској жупанији, Република Хрватска.

## Историја
До територијалне реорганизације у Хрватској налазио се у саставу старе општине Имотски.

## Становништво
На попису становништва 2011. године, општина Ловрећ је имала 1.699 становника, од чега у самом Ловрећу 585.

### Општина Ловрећ
| Број становника по пописима | Број становника по пописима | Број становника по пописима | Број становника по пописима | Број становника по пописима | Број становника по пописима | Број становника по пописима | Број становника по пописима | Број становника по пописима | Број становника по пописима | Број становника по пописима | Број становника по пописима | Број становника по пописима | Број становника по пописима | Број становника по пописима | Број становника по пописима |
| --------------------------- | --------------------------- | --------------------------- | --------------------------- | --------------------------- | --------------------------- | --------------------------- | --------------------------- | --------------------------- | --------------------------- | --------------------------- | --------------------------- | --------------------------- | --------------------------- | --------------------------- | --------------------------- |
| 1857                        | 1869                        | 1880                        | 1890                        | 1900                        | 1910                        | 1921                        | 1931                        | 1948                        | 1953                        | 1961                        | 1971                        | 1981                        | 1991                        | 2001                        | 2011                        |
| 3.591                       | 3.955                       | 4.398                       | 5.059                       | 5.704                       | 6.564                       | 6.618                       | 6.147                       | 6.573                       | 6.199                       | 6.099                       | 6.041                       | 4.432                       | 3.590                       | 2.500                       | 1.699                       |

Напомена: Настала из старе општине Имотски.

### Ловрећ (насељено место)
| Број становника по пописима | Број становника по пописима | Број становника по пописима | Број становника по пописима | Број становника по пописима | Број становника по пописима | Број становника по пописима | Број становника по пописима | Број становника по пописима | Број становника по пописима | Број становника по пописима | Број становника по пописима | Број становника по пописима | Број становника по пописима | Број становника по пописима | Број становника по пописима |
| --------------------------- | --------------------------- | --------------------------- | --------------------------- | --------------------------- | --------------------------- | --------------------------- | --------------------------- | --------------------------- | --------------------------- | --------------------------- | --------------------------- | --------------------------- | --------------------------- | --------------------------- | --------------------------- |
| 1857                        | 1869                        | 1880                        | 1890                        | 1900                        | 1910                        | 1921                        | 1931                        | 1948                        | 1953                        | 1961                        | 1971                        | 1981                        | 1991                        | 2001                        | 2011                        |
| 1.018                       | 1.135                       | 1.213                       | 1.383                       | 1.614                       | 1.826                       | 1.788                       | 1.724                       | 1.838                       | 1.732                       | 1.727                       | 1.832                       | 1.358                       | 1.249                       | 856                         | 585                         |

Напомена: У 1857, 1869. и 1921. те од 1981. надаље садржи податке за бивше насеље Катићи које је у 1931. и 1948. исказивано као самостално насеље.

### Попис1991.
На попису становништва 1991. године, насељено место Ловрећ је имало 1.249 становника, следећег националног састава:
| Попис 1991.‍   | Попис 1991.‍ | Попис 1991.‍ | Попис 1991.‍ | Попис 1991.‍ |
| ------------- | ----------- | ----------- | ----------- | ----------- |
|               |             |             |             |             |
| Хрвати        | Хрвати      |             | 1.230       | 98,47%      |
| Немци         | Немци       |             | 2           | 0,16%       |
| Аустријанци   | Аустријанци |             | 1           | 0,08%       |
| Словенци      | Словенци    |             | 1           | 0,08%       |
| непознато     | непознато   |             | 15          | 1,20%       |
| укупно: 1.249 |             |             |             |             |